# Février 1789

## Événements
- 2 février, France : le ministre Loménie de Brienne, banni de France, reçoit à Nice le chapeau de cardinal et fait d’abondantes aumônes au milieu de la disette générale.

- 4 février : George Washington est élu à l'unanimité premier Président des États-Unis par le Collège électoral des États-Unis[1].

- 7 février, France : ordre de rédiger des cahiers de doléances.

- 10 février : suppression de la corvée par Joseph II[2]. Sa mort en 1790 empêchera l’application de la mesure. Projet de Joseph II de création d’un impôt de quotité payable par tous les propriétaires et celui d’un cadastre général pour asseoir cet impôt. Un décret royal ordonne l’introduction en Hongrie de l’impôt unitaire sur les terres tant nobiliaires que paysannes, imposant 12,22 % des revenus. Le paysan qui n’accomplit plus de corvées paye en plus 17,25 % de redevances à son seigneur propriétaire au titre du rachat de la corvée.

- 21 février : soucieux de prendre en main la direction des Affaires étrangères, Gustave III de Suède met en place un régime proche de l’absolutisme par l’Acte d’union et de sûreté[3].

- 23 février : loi sur les fidéicommis en Toscane[4]. Certains titres de fidéicommis sont abolis et il est interdit d’en créer de nouveaux : certains biens ecclésiastiques sont fractionnés et loués à des paysans qui pourront ensuite s’en rendre acquéreurs. Cette opération est largement sabotée par les grands propriétaires qui s’arrangent pour acheter directement les lots mis en vente.

## Naissances
- 17 février : William Fairbairn (mort en 1874), ingénieur écossais.
- 26 février : Eaton Hodgkinson (mort en 1861), ingénieur anglais.